# Itek Air
Itek Air, Ltd (del ruso: ООО Авиакомпания «ИТЕК-ЭЙР») es una aerolínea con base en Biskek (Aeropuerto Internacional de Manas) en Kirguistán.
Itek Air se encuentra en la lista de compañías aéreas prohibidas en la Unión Europea.

## Destinos
A octubre de 2008, Itek Air opera vuelos regulares de pasajeros a los siguientes destinos:

### Asia
- China
  - Ürümqi (Aeropuerto Internacional Diwopu)
- Kirguistán
  - Biskek (Aeropuerto Internacional de Manas) Hub
  - Osh (Aeropuerto de Osh)

### Europa
- Rusia
  - Moscú (Aeropuerto Internacional Domodedovo)
  - Novosibirsk (Aeropuerto Tolmachevo)

La aerolínea tiene prohibido efectuar vuelos a o desde los países pertenecientes a la Unión Europea.

## Incidentes y accidentes

### Vuelo 6895 de Iran Aseman Airlines
El 24 de agosto de 2008 un Boeing 737, gestionado y operado por Itek Air (una compañía kirguistana) que efectuaba un vuelo chárter para Iran Aseman Airlines, vuelo número 6895, se estrelló cerca del Aeropuerto Internacional de Manas cerca de Biskek, la capital de Kirguistán, mientras efectuaba un aterrizaje de emergencia, al regresar a su aeropuerto de origen diez minutos después de su despegue.  Sesenta y ocho personas murieron y veintidós personas lograron sobrevivir.

## Flota
La flota está compuesta de las siguientes aeronaves (a 1 de diciembre de 2010):
- 2 Boeing 737-200

Los registros de avión son EX-127 y
EX-25003. El EX-009 se estrelló cerca de Biskek el 24/8/2008